# Venedig marathon
Venedig marathon (italienska: Maratona di Venezia) maratonlopp i Venedig som har hållits varje år sedan 1986, vanligtvis i oktober. Loppet sponsras för närvarande av Casino di Venezia (Venedigs casino), och följaktligen är dess fullständiga namn Casino di Venezia Venice Marathon. Starten sker i Stra och målet ligger i Venedig. Ponte della Libertà och Parco San Giuliano är två landmärken som löparna passerar. Deltagarna springer över många broar, vilket gör maratonloppet speciellt.

## Vinnare
Key:
      Course record
| År   | Manlig vinnare           | Land      | Tid      | Kvinnlig vinnare  | Land      | Tid     |
| ---- | ------------------------ | --------- | -------- | ----------------- | --------- | ------- |
| 2013 | Nixon Machichim          | Kenya     | 2:13:10  | Mercy Kibarus     | Kenya     | 2:31:14 |
| 2012 | Philemon Kisang          | Kenya     | 2:17:00  | Emebt Etea Bedada | Etiopien  | 2:38:48 |
| 2011 | Tadese Aredo             | Etiopien  | 2:09:13  | Helena Kirop      | Kenya     | 2:23:37 |
| 2010 | Simon Mukun Kamama       | Kenya     | 2:09:35  | Makda Harun Haji  | Etiopien  | 2:28:08 |
| 2009 | John Komen               | Kenya     | 2:08:13  | Anne Kosgei       | Kenya     | 2:27:46 |
| 2008 | Joseph Lomala            | Kenya     | 2:11:06  | Anikó Kálovics    | Ungern    | 2:31:24 |
| 2007 | Jonathan Kipkorir Kosgei | Kenya     | 2.12.27  | Linah Cheruiyot   | Kenya     | 2:27:02 |
| 2006 | Jonathan Kipkorir Kosgei | Kenya     | 2:10.18  | Linah Cheruiyot   | Kenya     | 2:33.44 |
| 2005 | Mubarak Hassan Shami     | Qatar     | 2:09.22  | Emily Kimuria     | Kenya     | 2:28.42 |
| 2004 | Raymond Kipkoech         | Kenya     | 2:09.54  | Jane Ekimat       | Kenya     | 2:32.08 |
| 2003 | El Hassan Lahssini       | Frankrike | 2:11.01  | Anne Jelagat      | Kenya     | 2:30.17 |
| 2002 | David Makori             | Kenya     | 2:08.49  | Anastasia Ndereba | Kenya     | 2:29.03 |
| 2001 | Moges Taye               | Etiopien  | 2:10.08  | Zahia Dahmani     | Frankrike | 2:33.32 |
| 2000 | John Bungei              | Kenya     | 2:09.50  | Ruth Kutol        | Kenya     | 2:28.16 |
| 1999 | Julius Bitok             | Kenya     | 2:10.34  | Sonia Maccioni    | Italien   | 2:28.54 |
| 1998 | Japhet Kosgei            | Kenya     | 2:11.27  | Lucilla Andreucci | Italien   | 2:30.34 |
| 1997 | Antonio Serrano          | Spanien   | 2:11.59  | Irina Kazakova    | Frankrike | 2:33.44 |
| 1996 | Sid-Ali Sakhri           | Algeriet  | 2:11.11  | Alena Mazouka     | Belarus   | 2:31.07 |
| 1995 | Danilo Goffi             | Italien   | 2:09.26  | Maura Viceconte   | Italien   | 2:29.11 |
| 1994 | Tena Negere              | Etiopien  | 2:10.50a | Ornella Ferrara   | Italien   | 2:32.16 |
| 1993 | Artur Castro             | Brasilien | 2:10.06  | Helena Javornik   | Slovenien | 2:37.27 |
| 1992 | Joaquim Pinheiro         | Portugal  | 2:13.33  | Emma Scaunich     | Italien   | 2:35.06 |
| 1991 | Carlo Terzer             | Italien   | 2:14.49  | Antonella Bizioli | Italien   | 2:36.56 |
| 1990 | Gelindo Bordin           | Italien   | 2:13.42  | Laura Fogli       | Italien   | 2:38.34 |
| 1989 | Marco Milano             | Italien   | 2:16.08  | Emma Scaunich     | Italien   | 2:36.02 |
| 1988 | Orlando Pizzolato        | Italien   | 2:15.24  | Graziella Striuli | Italien   | 2:39.04 |
| 1987 | Salvatore Bettiol        | Italien   | 2:10.01  | Rita Marchisio    | Italien   | 2:29.36 |
| 1986 | Salvatore Bettiol        | Italien   | 2:18.44  | Paola Moro        | Italien   | 2:38.10 |